# Templo de la Cueva de Varaha
El templo de la Cueva de Varaha (también llamado templo de la Cueva de Adivaraha) es un templo tallado en roca ubicado en Mamallapuram, sobre la costa de Coromandel de la bahía de Bengala en el distrito de Kanchipuram, en Tamil Nadu, India. Es un ejemplo de arquitectura rupestre india, que data de finales del siglo XII. El templo es un Patrimonio de la Humanidad y forma parte del conjunto de monumentos de Mahabalipuram. La escultura más prominente de la cueva es la de Visnú en la forma de Varaha cargando a Bhūmi, la madre tierra. También se encuentran talladas muchas figuras mitológicas.